# 狭盔马先蒿
狭盔马先蒿（学名：Pedicularis stenocorys）是列当科马先蒿属的植物，是中国的特有植物。分布于中国大陆的四川等地，生长于海拔3,300米至4,350米的地区，常生长在高山草地中，目前尚未由人工引种栽培。

## 异名
- Pedicularis stenocorys Franch. ssp. melanotricha Tsoong
- Pedicularis stenocorys Franch. var. angustissima Tsoong